# F4U海盜式戰鬥機
F4U海盜式（F4U Corsair）戰鬥機是美國海軍所裝備的一種艦載機，自1940年原型機出廠，至1953年最後一架量產機交給法國空軍，她是美國活塞發動機戰機生產史中量產最久的紀錄保持者；錢斯沃特在戰爭期間授權固特異航太公司及布魯斯特飛機公司生產海盜式戰機，均為同型款式（FG、F3A）。
海盜式服役於第二次世界大戰至韓戰期間（1942-1952），原本他開發的目的是作為1940年代美軍艦載戰鬥機主力，但是因為降落安全性問題沒有立刻被美國海軍所採納，讓二戰前期的海盜式主要由美國海軍陸戰隊在陸上基地來使用；到中期在英國人的協助下海盜式才解決了著艦安全問題。但這時候F6F戰鬥機已量產，使得太平洋戰場上美國海軍同時有兩款主力艦載戰鬥機；但兩者都同樣成為日本帝國軍隊的致命對手。大戰結束後，據美國海軍統計，F4U的擊落比率為11:1，即每擊落11架敵機才有1架被擊落，擁有著傲人戰績；所以也讓部分日本飛行員認為海盜式是二戰中美軍最強悍的戰機。
隨著落艦問題解決，F4U返回航空母艦操作，但因為艦載噴射機初期的表現不適合擔任對地轟炸支援任務讓本型機轉型為艦載攻擊機；並在冷戰初期的朝鲜、越南、阿爾及利亞等戰場繼續效命，後來該機的對地密接支援角色被A-1天襲者式攻擊機給取代，但仍然有相當數量的F4U在其它國家服役至1990年代。

## 背景

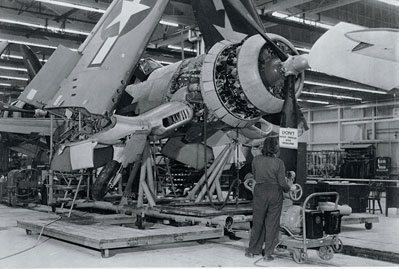
F4U生產線1944年

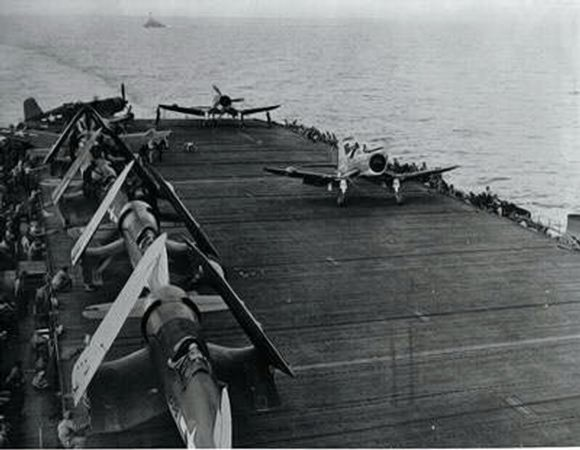
航母起降的F4U-2

1938年2月，美國海軍航空局公開招標要求一款取代F2A水牛式的新型艦載機，美軍提出的需求建議書中表示他們需要兩種新機型版本：單引擎與雙引擎。
單引擎型戰機須為一種可以俱備高速、同時降落時速不得超過113公里／小時、續航距離1000英里（1610公里）的艦載機。除了一般規格的要求以外，新飛機需要能攜帶4挺機槍、3個炸彈掛點、機翼的炸彈掛點需要能掛載小型反飛機炸彈-這種武裝是1930年代初期出現的概念，讓戰鬥機掛載小型炸彈並飛在敵機編隊上方並藉此攻擊轟炸機編隊。錢斯沃特在同年4月以兩款構型投標，分別是使用1200匹馬力等級引擎的V-166A與2000匹馬力等級的V-166B。
經過競標以後，美國海軍在1938年6月11日選擇了由錢斯沃特公司的雷克斯·布倫·拜索與伊高·塞考斯基為首的設計團隊提出的V-166B案。原型機代號為XF4U-1，機體編號BuNo 1443。XF4U-1於1939年2月安裝同時在測試中的XR-2800-4引擎（出力1805匹馬力），也是裝上該引擎的第一款飛機；在當時，XF4U-1具有美國海軍中最大的螺旋槳、最強力的發動機，可說是尖端技術的結晶。1940年5月29日，原型機首次試飛；雖然首次試飛便發現機體有些故障，但成果而言是很讓軍方滿意：XF4U-1最高時速為每小時650公里，在當時堪稱頂尖。到1942年9月，F4U-1終於開始為美軍正式採用。

## 機體設計
F4U在數方面都與當時的飛機有很大差別。首先，飛機的機翼採用了倒海鷗翼的佈局。第二，F4U採用了當時出力最大的活塞發動機——2000匹馬力的普惠R-2800雙黃蜂引擎，而同時期的服役軍機多數的引擎馬力只有1000匹至1500匹之間，這顆大心臟是美軍所向披靡的要角。而這些特徵也成為了F4U當時其一大矚目焦點，為了從這臺高輸出發動機搾取更強的飛行能量，海盜式的螺旋槳採用長達4.06公尺（13英尺4英吋）的漢米爾頓可變螺距螺旋槳。
1940年10月1日，原型機XF4U-1在一次測試飛行中就創下了當時一項飛行速度紀錄，達到405英里／小時，成為第一款超越400英里／小時的美國戰鬥機（實際上測試中的XP-38在稍早前已經打破這項紀錄，不過XF4U-1隨即刷新該紀錄）。但機鼻過長卻使駕駛員的前向視野不佳，以後屢次的改動幾乎都嘗試改善此一問題。同時由於機翼的曲位過低，限制了飛行員的判斷，使飛行員在降落時若操作不當，很容易發生意外。

## 服役歷史

### 二戰

#### 美國海軍

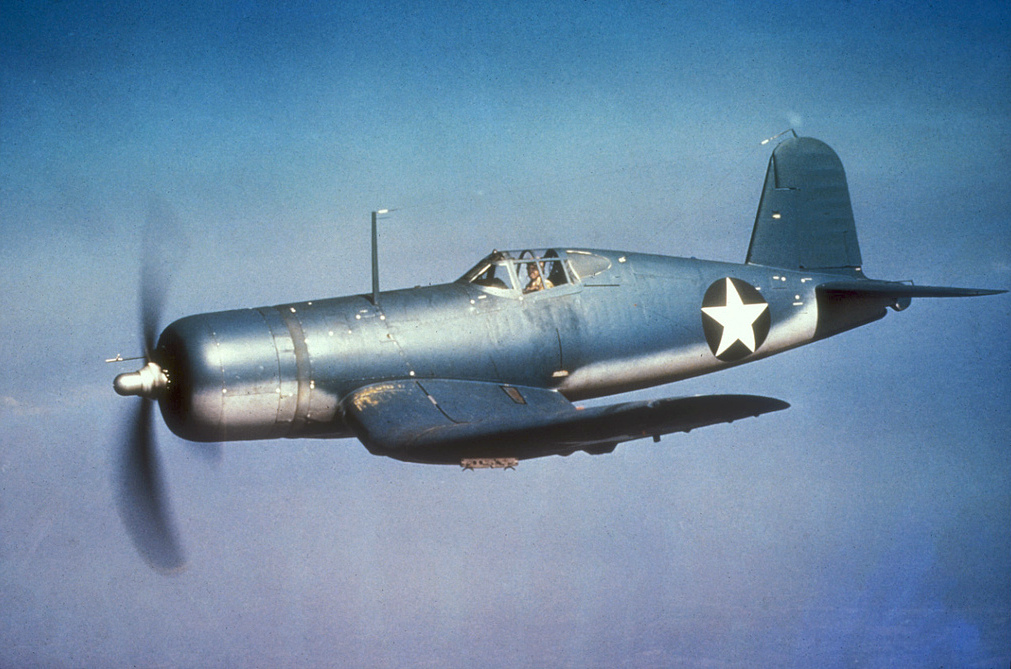
攝於1942年，一架F4U-1海盜式戰鬥機。

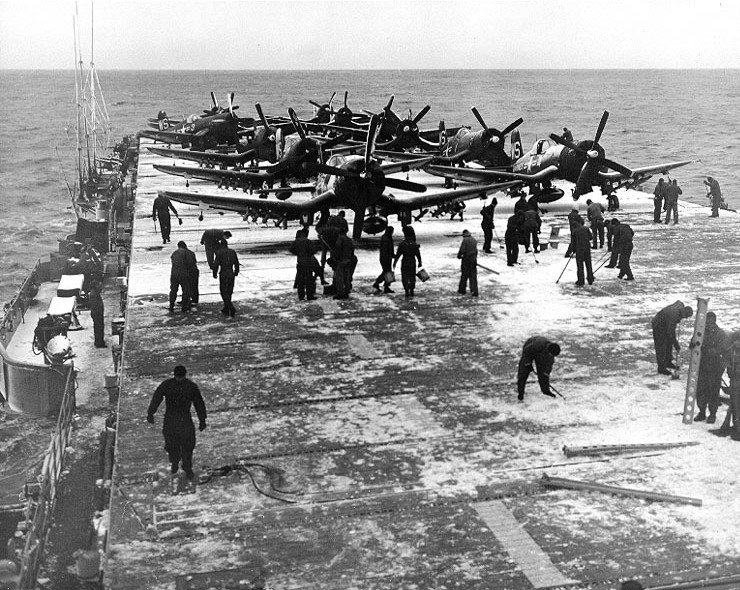
1950年11月對地掛載的F4U-4B於巴東海峽號護航航艦

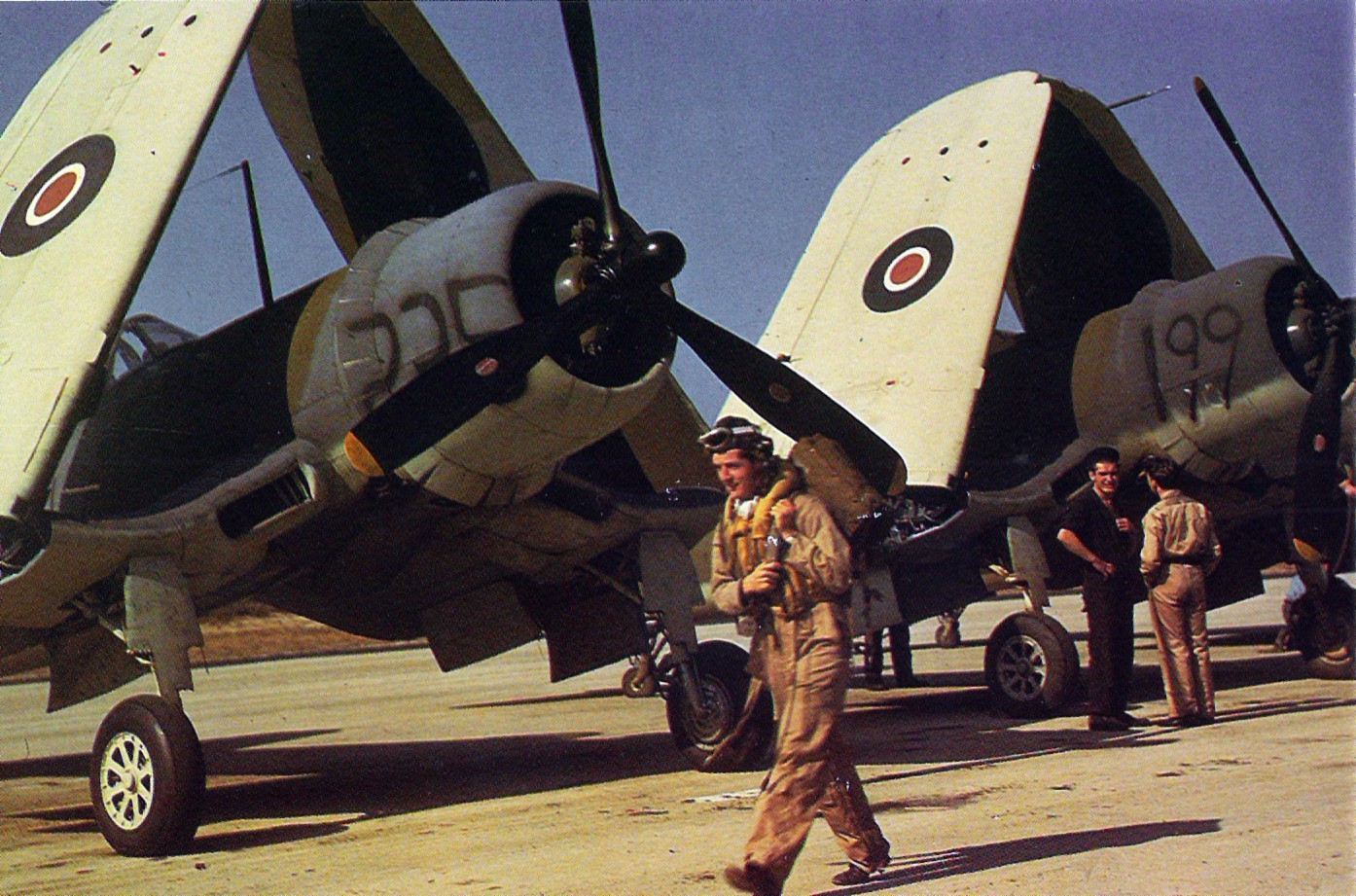
1943年英國F4U

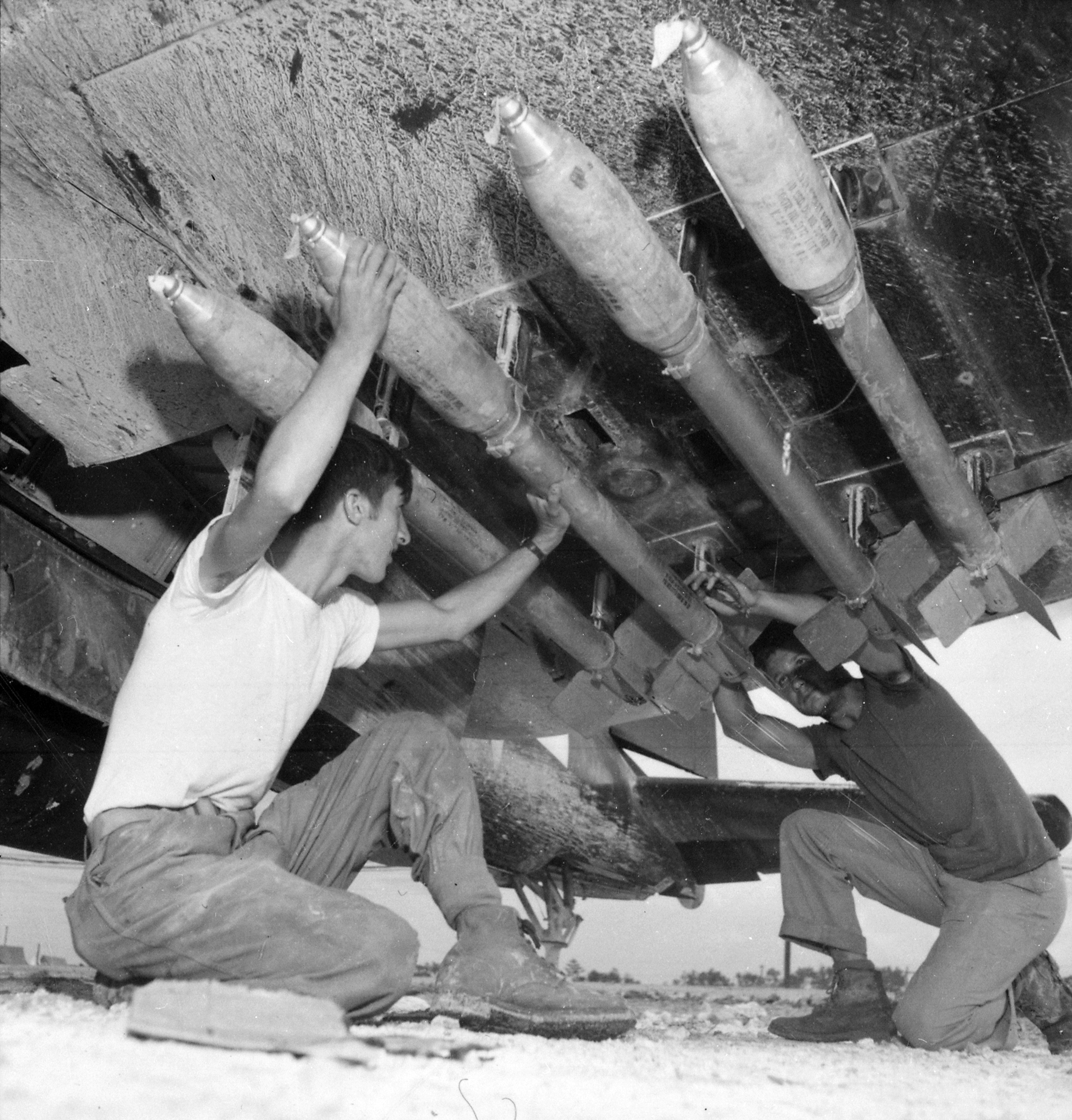
掛載5吋火箭彈

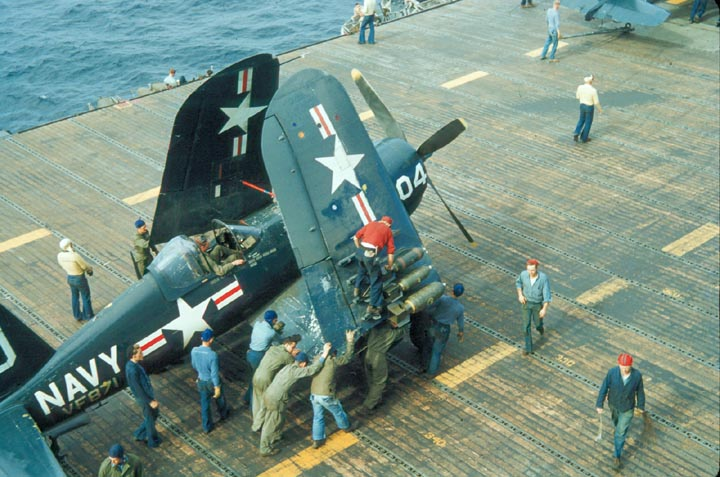
1952年韓戰對地掛載的F4U-4於艾塞克斯航艦

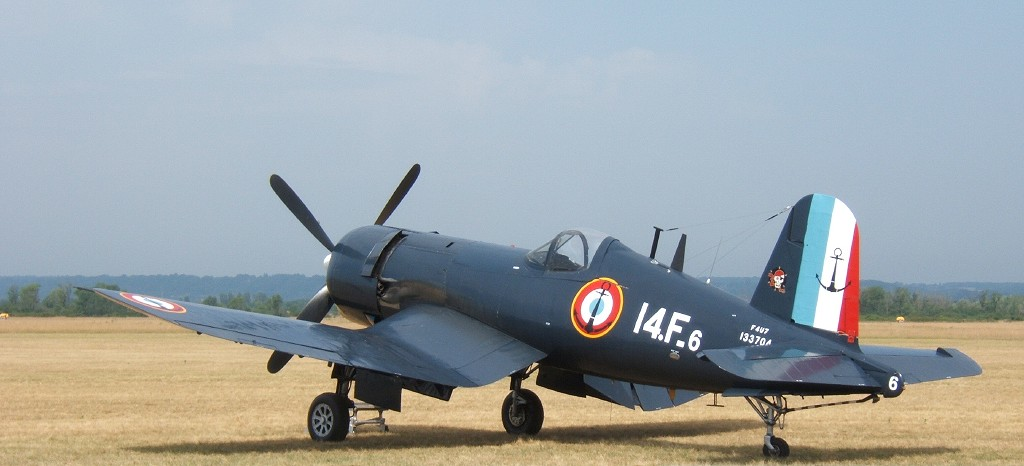
法國海軍的F4U-7

1942年，F4U開始正式進入美國海軍服役。第一個開始接收F4U的戰鬥機中隊VF-17，原本預計將帶著戰機加入飛行大隊配屬至航空母艦碉堡山號，但F4U戰機當時剛剛服役，其低速時的操控特性，對當時的航艦與飛官來說很不友善，例如因發動機出力強勁，使螺旋槳旋轉方向一側在低速下容易出現扭距過大問題並導致飛機失控、而整體座艙布局較偏機身中後側，也使飛官在降落時無法獲得足夠視野，因此在降落過程中多次出現意外，海軍飛官甚至挖苦其為「曲翼寡婦製造機」。也因為初期在航艦操作上的技術教範未能與時配合，美國海軍被迫放棄讓F4U登上航艦的規劃，並轉由美國海軍陸戰隊航空隊優先接收，並配置在所羅門群島戰區的陸上機場。美國海軍太平洋司令部在當時的決策是將海盜式全部交給海軍陸戰隊操作、而中型與輕型航艦則一律操作F6F地獄貓戰鬥機，而原先接收F4U的艦載戰鬥機中隊也在此政策指導下改換為操作F6F。
在1943年2月，第一支換裝海盜式的美國海軍陸戰隊第124戰鬥攻擊機中隊（VMC-124，後來的VMF-124，暱稱仙人掌中隊）進駐瓜達爾卡納爾島亨德森機場，由於該島惡劣的自然環境與激烈的戰況，首批海盜式最初平均壽命不超過30飛時。當時與美軍交戰的日本帝國海軍航空隊主力為第204海軍航空隊、第252海軍航空隊、第802海軍航空隊，不僅飛行員素質與經驗遠優於開戰後才新建立的VMF-124，數量也不落下風，因此初期的海盜式與日軍空戰勝利次數不多，首次出戰即是1943年2月14日發生的「情人節大屠殺」，該日空戰中美軍的轟炸機與戰鬥機編隊因協調不佳與數量劣勢，因此在訓練與協調良好的日軍零戰及二式水戰攔截下損失慘重，共折損4架P-38、2架P-40、2架F4U、2架解放者式轟炸機。
困擾美軍的不只是仍尚有熟練戰技的日軍戰機，還包括了不成熟的硬體。由於R-2800是最新銳的產品，在機械妥善率上仍不理想，瓜島的的物資補給亦不充裕，更惡化了飛機的表現水準。但是美軍飛官快速的加強團隊合作與編隊空戰技巧，並發揮F4U的高速優勢，教導新進飛行員使用掠襲／一擊脫離等適合高速戰機的戰技。讓海盜式開始逐漸發揮性能優勢，逐漸壓制住日軍戰機，到1943年5月，海盜式戰機在該戰區的表現漸獲肯定，並誕生了第一位使用海盜式戰機成為空戰王牌的飛官－Kenneth A. Walsh中尉。
第二支在所羅門群島因戰功聲名大噪的戰鬥機單位是美國海軍陸戰隊第214戰鬥攻擊機中隊（VMC-214，後來的VMF-214，暱稱黑羊中隊）
由於在撥交給海軍陸戰隊後，原本用於航艦起降操作的部份硬體並無用武之地，因此美軍在1943年12月發布技術通報，允許在陸地機場操作的海盜式戰機中隊拆除攔截索捕捉勾、彈射器掛勾等設備，這樣可以為海盜式減少48磅重量。另外還量產了取消液壓摺疊機翼裝置的海盜式－FG-1A，降低機械複雜度，提高妥善率。
至1944年初，隨著日軍戰機戰力逐步在戰鬥中大幅耗損，海軍陸戰隊的飛官開始研究如何讓F4U在兩棲作戰的密接空中支援任務中有所表現。查爾斯·林白以聯合飛機暨運輸公司的技術顧問身分協助海軍陸戰隊進行海盜式的酬載能力評估。林白的建議是讓海盜式在機腹增加1組2,000磅的硬點、左右機翼各增設1套1,000磅的硬點，如此一來海盜式可外載4,000磅的對地軍火。在實驗的過程中，前線也獲得了相關資料進行野戰改造，並在吉爾伯特-馬紹爾群島戰役中進行實驗。至1945年，海盜式已經開發了完整的對地教範與武裝，包括鐵殼炸彈、5英吋高速空射火箭、11.75英寸重型航空火箭、凝固汽油彈、蝙蝠滑翔導引炸彈等，幾乎所有美國海軍的空載對地軍火都可以由海盜式戰機攜帶，這讓它成為在二戰中美國海軍最主要的戰鬥攻擊機。

#### 紐西蘭空軍
皇家紐西蘭空軍（RNZAF）依據租借法案計畫，於1944年3月接收第一架海盜式。自首批交機後，紐西蘭開始自行組裝海盜式，截至1945年停產為止，皇家紐西蘭空軍已獲得424架海盜式。

### 韓戰

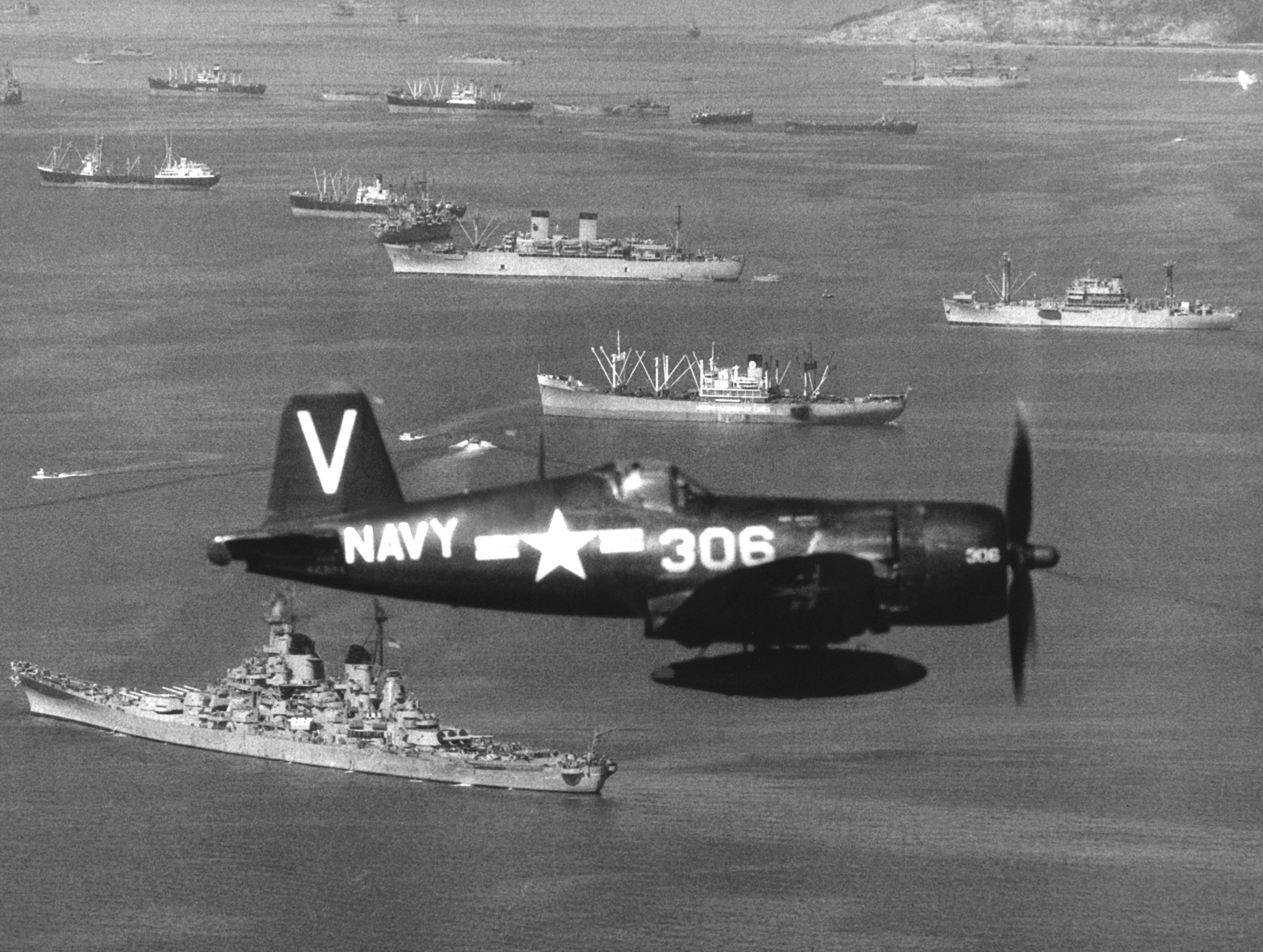
1950年9月15日，一架美国海军F4U战斗机在韩国仁川上空飞越美国舰艇

1950年6月25日，韓戰爆發。朝鮮人民軍在戰爭首兩個月占盡優勢，美軍及南韓國軍退至釜山建立釜山環形防禦圈，陸基航空支援力量全數喪失。F4U做為當時美國海軍、海軍陸戰隊裝備最多的艦載戰鬥機以航空母艦為基地參與戰鬥，美國海軍陸戰隊的空地協調效率之高讓陸軍羨慕。
擊落北韓人民軍飛機誕生美國海軍在韓戰期間唯一王牌(擊落五架以上)，唯一的螺旋槳戰鬥機王牌-- VC-3中隊 Guy Bordelon上尉是駕駛F4U-5NL夜間戰鬥機外。韓戰期間多數為提供對地火力支援任務，美國海軍陸戰隊VMA-312中隊的Jesse G. Folmar. 上尉在1952年9月10日擔任對地支援任務，擊落一架MiG-15但隨即被敵僚機擊落，跳海獲救。

到1955 年 12 月 VC-4 仍舊使用海盗，也是最後一支海盗中隊，至此已在美軍服役13年了。

### 法國海軍航空兵
- F4U-7法國海軍的對地攻擊機，服役於1952年。

## 改良版本
海盜式戰機最初被賦予厚望，在戰爭期間雖然一度暫時離開航艦作業，但仍在第一線長期奮戰；在後續改良逐漸完成驗收後，海盜式的使用者、生產廠商陸續增加，最終海盜式有14種改良型問世。

### F4U-1系列
F4U-1是以原型機XF4U-1作為藍本，並作了部分改動。不列顛空戰是F4U武裝改動的誘因：原本裝備在英軍噴火戰鬥機的.30機槍，對德軍具硬殼或裝甲結構的戰鬥機，破壞力極為有限（有趣的是，F4U本身就是採取硬殼結構），而這種機槍正是F4U的標準裝備。結果製造商作了臨時改動，換上共6挺白朗寧M2 .50重機槍，裝置在左右兩翼。除了加強火力，還有油箱結構的調整：由六個小油箱改為兩個主油箱，但這使到座艙不得不再度後置以換取空間，這也意味著前部視野進一步惡化。這個問題要到F4U-1A將座艙提高才得到初步解決。F4U-1總共衍生了數個版本，由F4U-1A到F4U-1D，及F4U-1P，為照相用途。
F4U-1B
與1A只有極少分別：將部分翼尖削短，以配合英國航母的升降臺與及機庫環境。
F4U-1C
在1943年開始生產，但要到1945年才開始在戰場出現。實戰評價認為此型較適合對地攻擊而非空戰。這並非說明四門機砲不適空戰，而是因為1C搭載的四門20mm機炮武裝當時遭遇後座力較大導致震動影響瞄準與修正、連射較慢導致彈藥覆蓋率較低，還有美國官僚不肯修改生產公差導致頻繁卡彈等等諸多問題，引發部份已習慣標準機槍武裝的飛行員不信任感。另外，即使單擊破壞威力明顯較原本的M2機槍更大，但由於原本的6挺.50機槍的火力已足以對付日軍飛機，機砲型的必要性稀薄，因此將此型轉任較常面對裝甲目標的對地任務。新武裝的重量略為上升，對飛行性能造成些許阻礙。總生產量只有200架，并且全部配备给海军陆战队。
F4U-1D
與1C同時生產，但在1944年就開始進入戰場。與1A的主要分別是，1D加裝了-8W型注水引擎，可以提供額外250的緊急馬力，以及增加火箭及外置油箱的掛載量。

### F4U-2
由F4U-1右主翼加裝測距雷達改良的夜間戰鬥機衍生型，為了平衡加裝雷達的配重平衡因此右翼外側機槍拆除，由於錢斯沃特無力抽調職工改造，因此這型機種由美國海軍飛機工廠負責，32架載海軍飛機工廠、2架由前線單位自行改造，計生產34架；這批戰機主要由3個單位操作：第101夜間戰鬥機中隊，1944年曾駐紮在企業號航空母艦及無畏號航空母艦上；第75夜間戰鬥機中隊，駐紮索羅門群島；第532海軍陸戰夜間戰鬥機中隊，駐紮塔拉瓦島。

### XF4U-3
3型從未投入戰場。原本的設計理念是希望使F4U可在40,000英尺高空作戰，可是效果並不理想。而隨著F4U-4的研發完成，以及太平洋戰場的高空作戰需求有限，使3型從頭到尾只作測試用途。

### F4U-4系列
第二次世界大戰期間F4U系列進行的最後一次大幅度改良，1944年底交付作戰單位使用，1945年6月投入戰場。F4U-4更換具二級二速機械增壓與甲醇注水加力裝置的R-2800-18W發動機，基本輸出2,100匹馬力，緊急加力輸出時可以在5分鐘內維持2,450匹馬力輸出；U4系列的極速可達到721公里（448英里），爬升率從U1的每分鐘884公尺（2,900英尺）增加為每分鐘1,180公尺（4,500英尺）。同時，引擎罩前部造型也作了更動，螺旋槳則改為四葉槳，座艙內部亦重新設計，艙罩亦有若干修正，提供了駕駛員更好的視野。
該款改型出現時日本航空兵力已大幅萎縮，故未能在空戰中有太多表現。

### F4U-5系列
1945年12月研發的戰後改良型海盜，接受操作F4U-4系列飛官的經驗反饋誕生的海盜式，1946年4月首飛。更換輸出功率達2,760匹馬力、且具備二級二速機械增壓的R-2800-32(E)引擎。並在系列中首次採用全金屬外布蒙皮，全收納式尾輪，經過細節修正降低阻力後的F4U-5極速達到時速756公里（470英里）。固定武裝為4門20mm機砲。主要服役於韓戰。

#### F4U-5N
配備雷達的版本，生產214架。

#### F4U-5NL
冬季版本。生產了72架，從F4U-5N改裝29架，總共101架。在機翼和尾部的前緣裝有橡膠除冰靴。

### AU-1／F4U-6
美國海軍陸戰隊提出，專為海軍陸戰隊支援使用的低空戰鬥攻擊機，1952年1月底出廠，配合韓戰需求問世。
AU-1基本架構承襲F4U-5，引擎更換為輸出功率2,300匹馬力的R-2800-83W發動機，因主要任務以低空打擊為主因此只保留一級二速機械增壓；AU-1配備更厚實的駕駛座防護裝甲與自封油箱，滿載全備起飛重量較F-4U4增加20%，固定武裝配備4門M3 20mm機砲，10個硬點可以掛載8,200磅的各種彈藥。
在掛載4,600磅彈藥與2具120加侖副油箱時，AU-1的最佳飛行表現是在高度2,980公尺（9,800英尺），極速383公里（238英里）；無外載狀態時，AU-1的極速飛行表現是時速626公里（389英里）／高度4540公尺（14,900英尺）。韓戰時，AU-1重新編號為F4U-6

### F4U-7
最後一批量產的海盜式，F4U-4與AU-1的混合型。專門為法國海軍航空兵開發。機體與引擎採用F4U-4規格製造，機翼則搭配AU-1規格，因此兩翼具有10個硬點。完成94架量產交付法國海軍的任務後，F4U生產線隨即關閉。

## 規格 (F4U-4)
参考资料：F4U-4 Detail Specification; F4U-4 Airplane Characteristics and Performance
基本信息
- 机组：1
- 長度：33英尺8英寸（10.26）
- 翼展：41英尺0英寸（12.50）
- 高度：14英尺9英寸（4.50）
- 机翼面积：314.0平方英尺（29.17平方）
- 空重：9,205磅（4,175）
- 最大起飛重量：14,533磅（6,592）
- 发动机：1台Pratt & Whitney R-2800-18W，星型發動機，2,380匹馬力（1,770千瓦特）
- 螺旋桨：3 or 4桨叶

性能
- 最大速度：446英里每小時（718每小時；388節）
- 失速速度：89英里每小時（143每小時；77節）
- 航程：1,005英里（873海里；1,617）
- 戰鬥航程：328英里（285海里；528）
- 升限：41,500英尺（12,600）
- 爬升率：4,360英尺每分鐘（22.1每秒）

武器

- 機槍：

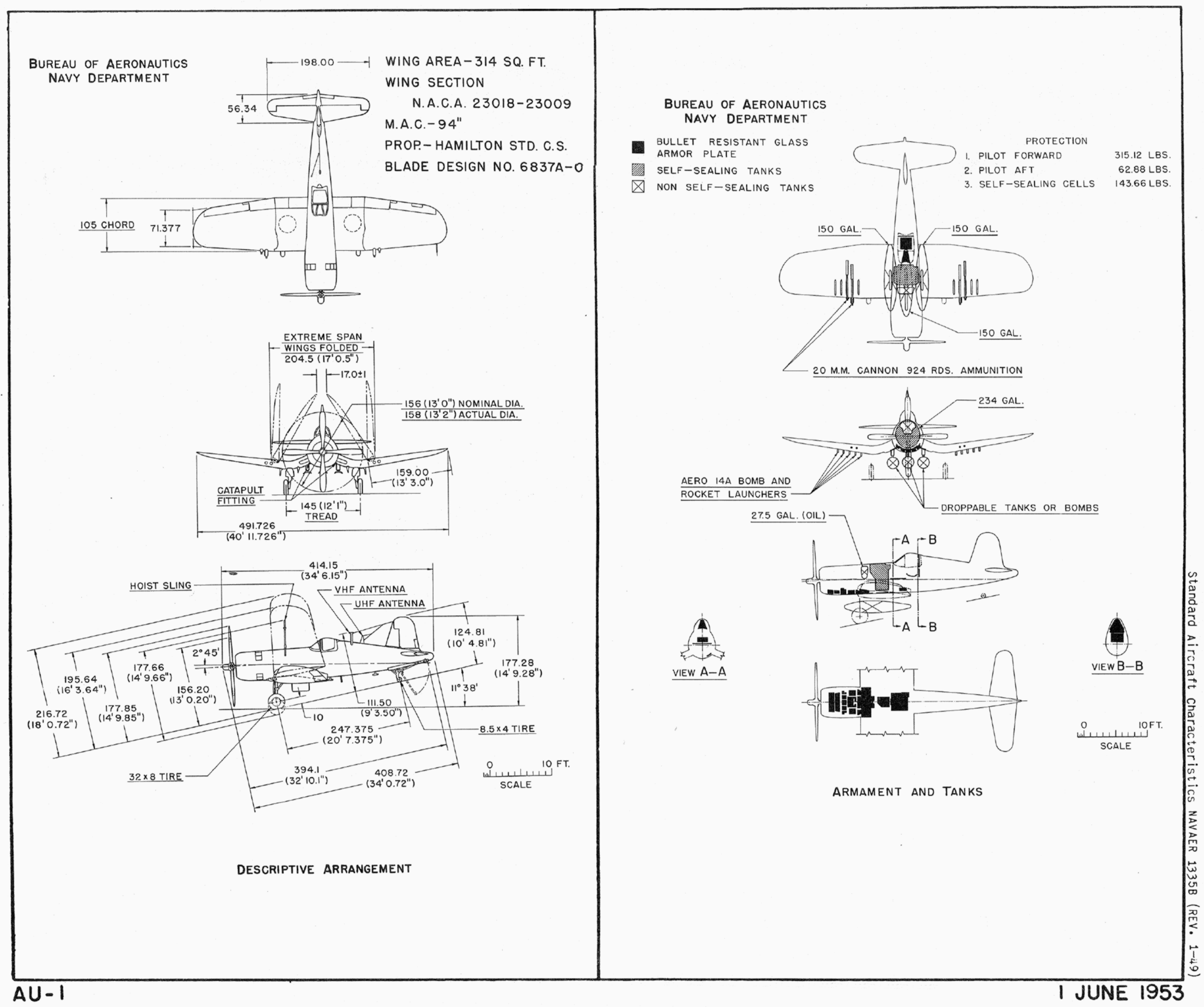
AU-1 Corsair Standard Aircraft Characteristics

  - 6 × 0.50 in (12.7 mm)白朗寧M2重機槍, 400 rounds per gun 或
  - 4 × 0.79 in (20 mm) AN/M3 cannon（英语：Hispano-Suiza HS.404s）, 231 rounds per gun (授權生產之美版伊斯帕諾-西扎機砲)
- 火箭彈：8 × 5 in (12.7 cm) high velocity aircraft rockets 和/或
- 炸彈：4,000磅（1,800）

## 流行文化
以F4U作為主題的電影和電視劇相對比較少，但在電腦遊戲方面比較多，例如:
- 戰艦世界
- 太平洋空戰英雄
- 戰地風雲1942
- 戰爭雷霆
- 戰地5 太平洋擴展包
- 應徵入伍

在韓戰電影太極旗飄揚當中有F4U對地攻擊的鏡頭。
在描述美國第一位完成訓練的非裔海軍飛行員傑西·布朗和托馬斯·哈德納友誼的傳記劇情片《決戰38度線》中，兩人於韓戰期間使用的戰鬥機即為F4U-4。
在動畫電影飛機總動員中，角色之一的威風隊長便是以F4U為藍本所創造的。
比較著名的電視影集為1976年播出的「黑羊中隊」，此劇以美國海軍陸戰隊VMA-214攻擊中隊為背景，該隊隊徽至今仍有F4U圖案。

## 外部連結
- 空軍之翼（页面存档备份，存于）
- VBF-85 Historical web site; F4U-1D, F4U-1C, FG-1D（页面存档备份，存于）
- Tour a Corsair cockpit（页面存档备份，存于）
- Navy History Official Site: U.S. Navy performance charts for F4U-4
- Vought Aircraft Industries Retiree Club: Vought products —F4U
- WW2DB: F4U Corsair（页面存档备份，存于）
- Warbird Alley: F4U Corsair page（页面存档备份，存于）
- Corsairs in French service
- CorsairExperience.com: Interviews with Corsair pilots
- Baa Baa Black Sheep the television series（页面存档备份，存于）
- Slaker's Flight Journal: Comprehensive collection of historical flight data charts and reference material
- AviationHistory: Vought F4U Corsair（页面存档备份，存于）
- WWII F4U Corsair training film（页面存档备份，存于）, 21 minutes
- List of Korean War flying aces（页面存档备份，存于）
- AU-1 （页面存档备份，存于）